# Rio Cupaşul Mic
O Rio Cupaşul Mic é um rio da Romênia, afluente do Cupaş, localizado no distrito de Neamţ.